# Parafia św. Bartłomieja Apostoła w Jeżewie
Parafia pw. Świętego Bartłomieja Apostoła w Jeżewie – parafia rzymskokatolicka należąca do dekanatu sierpeckiego, diecezji płockiej, metropolii warszawskiej. 

## Kościół parafialny
Kościół pw. św. Bartłomieja Apostoła w Jeżewie